# Махмудов, Хомид Саидович
Хомид Махмудов (тадж. Ҳомиди Маҳмуд; 1900, Бухара — 1977, Душанбе) — сын известного бухарского чиновника Ходжа Саид Махмуди-таракачи, профессиональный актёр и режиссёр, крупный театральный деятель, основоположник таджикского профессионального театра.

## Биография
В 1923—1924гг. Хомид Махмудов учился на актёра-режиссёра на отделении кино и театрального искусства в Бухарском доме просвещения в городе Москве. В 1927 г. Х. Махмудов, выпускник первого набора государственной драматической студии Узбекского института просвещения им. И. В. Сталина в Москве, возглавил музыкально-драматический кружок при Бухарском клубе пищевиков. В 1928—1929 гг.- режиссёр Государственного узбекского театра им. Хамзы.
В 1929 году Хомид Махмудов основал первый столичный профессиональный театр Таджикистана — Таджикский государственный театр Наркомпроса Таджикской ССР (ныне Таджикский академический театр им. А. Лахути). В 1930—1931 гг. Х. Махмудовым был создан первый профессиональный национальный оркестр. В 1934 г. Хомид Махмудов организовал Второй государственный таджикский музыкально-драматический театр в Ходженте (ныне Государственный таджикский театр музыкальной комедии им. К.Худжанди).
С 1935 по 1938 гг. Х. Махмудов был отлучён от театральной деятельности и лишился работы как сын репрессированного. В 1938—1943 гг. Х. Махмудов был режиссёром, художественным руководителем в различных театрах Узбекистана. При его участии ставились разножанровые театральные спектакли в Бухарском областном театре юного зрителя, Бухарском областном музыкально-драматическом театре и Каршинском государственном узбекском музыкально-драматическом театре. В 1943 г. Х. Махмудов приглашен на работу в качестве заместителя директора в созданный им театр драмы им. А. Лахути в Сталинабаде. В 1944—1945 гг. — директор Академического театра драмы им. А.Лахути.
В 1945 году Х. Махмудов ушёл из театра. Работал управляющим делами Наркомзема Таджикской ССР. В 1959 году заочно закончил Таджикский сельскохозяйственный институт и в этом же году получил диплом учёного агронома. В дальнейшем, до 1966 года трудился в системе агропрома республики.

Феномен Хомида Махмудова на театральной ниве в условиях переосмысления истории театрального искусства на постсоветском пространстве основан на концепции межнациональной идеи содружества в сфере нематериальных ценностей, духовных, гуманитарных традиций каждого народа в отдельности и его культурного наследия в целом, не теряя при этом своего национального и культурного начала в достижении главной цели по упрочению единого театрального пространства.— Раджабов А., Махмудов Б. Феномен Хомида Махмудова в условиях переосмысления истории театрального искусства на постсоветском пространстве

### Происхождение
Глава семьи Ходжа Саид Махмуди-таракачи происходил из знатного и преуспевающего рода, был прекрасно образованным человеком, правоведом, владевшим несколькими языками, в том числе, и русским, интересовался естественными и философскими науками, связывал будущее государственного строительства с преимуществами светского пути развития.

### Интересные факты
В 1920 г. Саид Махмуд выезжал в Москву в составе официальной делегации, представителей Бухары для переговоров с руководством правительства России.
Знакомство с художником-портретистом Павлом Петровичем Беньковым (1879—1949 гг.) в Казани имело своё дальнейшее творческое развитие в Бухаре.
Одним из первых портретов, написанных П.Беньковым в Бухаре, был прообраз представителя властных госструктур XIX века в лице Ходжа Саида Махмуди-таракачи «Бухарский чиновник»(1928).Настоящий портрет вошёл в каталог и в 1961 г. экспонировался в Центральном доме работников искусств в Москве. В данное время художественное произведение находится в портретной галерее Бухарского областного краеведческого музея им. Камолиддина Бехзода.
Согласно постановлению Совета Народных Комиссаров СССР от 27 марта 1923 г.по соглашению с Бухарской народной советской республикой был учреждён в г. Москве, в старинном особняке в стиле модерн, построенном крупным московским фабрикантом Саввой Морозовым, «Дом просвещения», присвоив ему наименование «Бухарский дом просвещения». Ныне Спец особняк,Дом приёмов Министерства иностранных дел Российской Федерации на улице Спиридоновка, 17.
В апреле 1927 г. Хомид Махмудов — участник праздничного концерта, устроенного обществом «Этномир» в Большом театре для делегатов IV Всесоюзного Съезда Советов.

### Семья
Отец — Ходжа Саид Махмуди-таракачи (1860—1935), известный бухарский вельможа, ученик Ахмада Дониша.В 1935 году был репрессирован.
Мать — Назокат (1863—1935) была просвещённой женщиной. Она старалась дать Хомиду Махмудову хорошее образование и надеялась на такое развитие карьеры сына, которое ассоциировалось у неё с его достойным положением в обществе.
Жена — Амина Махмудова (1910—1978), поэтесса. Одна из организаторов Союза писателей Таджикистана.

## Театральные постановки

### Актёр
- «Амир Алимхан» — Амир Алимхан
- «Рустам и Сухроб» — Рустам
- «Принцесса Турандот» — принц Калаф

### Режиссёр
- «Принцесса Турандот» К. Гоцци
- «Лекарь поневоле» и «Скупой» Ж.-Б. Мольера
- «Ромео и Джульетта» У. Шекспира
- «Ревизор» Н. В. Гоголя
- «Сон на посту», пантомима Л. Свердлина
- «Жизнь зовёт» В. Билль-Белоцерковского
- «Мятеж» Д. Фурманова и С. Поливанова
- «Чужой ребёнок» В. Шкваркина
- «Темп» Н. Погодина
- «Халима» Г. Зафари
- «Рустам и Сухроб» и «Тахир и Зухра» по произведениям А. Фирдоуси и Саййоди
- «Навруз и Гульчехра» А. Амин-заде
- «Победа» Г. Али-заде
- «Враг» Дж. Икроми
- «Саодат» Р. Джалила
- «Приговор» М. Турсун-заде
- «Под маской» и «Последний тиран» М. Юсуфбекова
- «Новая жизнь» Т. Самади

## Память
Согласно решению Исполнительного комитета Душанбинского городского Совета народных депутатов от 12.08.1992 № 310 «Об обращении деятелей науки, культуры и искусства Республики Таджикистан в Душанбинский горисполком об увековечении памяти основоположника таджикского профессионального театра Хомида Махмудова», а также решения за № 314 от 12.08.1992 «Об изменении названий улиц города Душанбе», ул. М. Фрунзе переименована в ул. имени Хомида Махмудова.
В 1993 г. организован музей-квартира основоположника таджикского профессионального театра Хомида Махмудова..
В 1993—2000 гг. соответственно, на зданиях театров — Государственного русского театра драмы им. Вл. Маяковского, Государственного театра музыкальной комедии им. Камоли Худжанди установлены мемориальные доски Хомиду Махмудову.
В 2000 году, в рамках подготовки и проведения 100-летия со дня рождения основоположника таджикского профессионального театра Хомида Махмудова, в конференц-зале Президиума АН РТ проведена городская научная конференция «Хомид Махмудов и таджикский профессиональный театр».
В 2001 г. в экспозиционном зале Национального музея им. Камолиддина Бехзода организован стенд «Основоположник таджикского профессионального театра» — об основных вехах жизни и творческой деятельности Хомида Махмудова.